# Scleria stocksiana
Scleria stocksiana är en halvgräsart som beskrevs av Johann Otto Boeckeler. Scleria stocksiana ingår i släktet Scleria och familjen halvgräs. Inga underarter finns listade i Catalogue of Life.